# جسر الشهيد كنعان التميمي
جسر التنومة المسمى جسر الشهيد كنعان التميمي هو جسر ستراتيجي في مدينة البصرة فوق شط العرب، يربط قضاء شط العرب شرقاً بمركز محافظة البصرة غرباً، اُفتتح الجسر يوم 16 أيار سنة 2020م، يُميّز الجسر أنه ذو بوابة في منتصف المسافة بين جانبي الشط، تُتفح البوابة لمرور السُفن النفطية المتجهة إلى ميناء المعقل.